# 田口米作
田口 米作（たぐち べいさく、元治元年4月6日 （1864年5月11日） - 明治36年（1903年）1月18日）は、明治時代の版画家、浮世絵師。

## 来歴
小林清親の門人。姓は田口、名は米作。桜川と号す。元治元年（1864年）4月6日、下野国（現・栃木県）都賀郡野田村（現・足利市）に生まれる。明治6年（1873年）上京し、初めは中村晩山に師事、後に明治14年（1881年）頃小林清親に入門する。父親は芝西久保で米屋を営んだ。明治24年（1891年）、清親が赤坂桧町に開設になった東京絵画学校の教授となって絵手本を提供した際、米作自身は井上委山とともに助教授を務めている。明治28年（1895年）に芝桜川町に移転している。明治29年（1896年）、『團團珍聞』（まるまるちんぶん）に「江ノ島鎌倉長短旅行」という日本初の連載漫画を描いている。また、雑誌『小国民』の挿絵も描いている。
主に風景画や、日清戦争を題材にした錦絵、『滑稽画談』などのポンチ絵を手がけた。日清戦争を描いた錦絵では、明治27年（1894年）の「平壌玄武門兵士先登之図」（早稲田大学図書館所蔵）や、明治28年（1895年）の「日清戦争　忠勇美鑑 喇叭卒 白神源次郎氏」（石川県立美術館所蔵）などが知られており、清親同様に詩情のあふれる作品になっている。『滑稽画談』は明治28年（1895年）、團々社から出版された長短之巻と四睡之巻からなる多色木版摺の和綴じ本であった。また、著書に『色彩新論』があり、余技として書画鑑定に優れていた。享年40。墓は台東区寿の威光院にある。法名は天真院覚道米作居士。門人に竜田牛歩、永田錦心がいる。

## 作品
- 「浅草公園凌雲閣之図」　大判　明治23年　江戸東京博物館所蔵
- 「奉天府遠望日軍露営之図」　大判3枚続　明治27年　神奈川県立歴史博物館、慶応大学図書館所蔵
- 「旅順口占領之図」　大判3枚続　明治27年
- 「第二軍金州城占領之図」　大判3枚続　明治27年
- 「海城雪氷中激戦」　大判3枚続　明治27年
- 「平壌玄武門兵士先登之図」　大判3枚続　明治27年
- 「大雪冒我軍将校単身敵地偵察之図」　大判3枚続　明治27年
- 「草河口附近満州騎兵異相出陣図」　大判3枚続　明治27年
- 「鴨緑江沿岸の敵情を探る」大判3枚続　明治27年
- 「海洋島附近日本海軍大勝利之図」　大判3枚続　明治27年
- 「第一軍之斥候摩天嶺探検之図」　大判3枚続　明治27年
- 「台湾三角湧ニ於テ土賊近衛輸送隊ヲ惨撃スル図」　大判3枚続　明治28年